# Effincourt
Effincourt ist eine französische französische Gemeinde mit 56 Einwohnern (Stand: 1. Januar 2022) im Département Haute-Marne in der Region Grand Est (bis 2015 Champagne-Ardenne). Sie gehört zum Arrondissement Saint-Dizier und zum Gemeindeverband Bassin de Joinville en Champagne. Die Bewohner werden Effincourtois genannt.

## Geografie
Die Gemeinde Effincourt liegt unmittelbar südlich der Landschaft Barrois in einer sehr ländlich geprägten Umgebung an der Grenze zum Département Meuse, etwa 35 Kilometer südöstlich von Saint-Dizier und 42 Kilometer nordöstlich von Neufchâteau. Das 12,29 km² umfassende Gemeindegebiet ist von einem Hochplateau geprägt, das durch das schmale Tal des Flusses Saulx in zwei Hälften geteilt wird. Im Osten findet sich das Waldgebiet Les Feyreux, im Osten der große Wald Bois le Ban. Im Südwesten der Gemeinde wurden auf dem windigen Hochplateau fünf Windkraftanlagen installiert. Umgeben wird Effincourt von den Nachbargemeinden Paroy-sur-Saulx im Norden, Montiers-sur-Saulx im Nordosten, Saudron im Osten, Pansey im Südosten, Montreuil-sur-Thonnance im Südwesten sowie Osne-le-Val im Westen.

## Bevölkerungsentwicklung
| Jahr      | 1962 | 1968 | 1975 | 1982 | 1990 | 1999 | 2006 | 2014 | 2021 |
| Einwohner | 119  | 105  | 102  | 103  | 98   | 89   | 75   | 65   | 57   |

Im Jahr 1836 wurde mit 307 Bewohnern die bisher höchste Einwohnerzahl ermittelt. Die Zahlen basieren auf den Daten von cassini.ehess und INSEE.

## Sehenswürdigkeiten
- Kirche Saint-Aignan
- Brunnen Fontaine de Jérusalem
- Flurkreuz
- zwei ehemalige Wassermühlen

## Wirtschaft und Infrastruktur
In Effincourt sind fünf Landwirtschaftsbetriebe ansässig (Anbau von Getreide, Hülsenfrüchten und Ölsaaten, Gartenbau, Viehzucht).
Nur wenige Kilometer östlich von Effincourt liegt das 30 Quadratkilometer umfassende unterirdische Tunnelsystem des durch die französische Atommüllbehörde ANDRA (Agence Nationale pour la Gestion des Déchets Radioactifs) in Bure betriebene Untertagelabor zur Erforschung der örtlichen geologischen Verhältnisse für den Bau des Atommüllendlagers Bure.
Effincourt liegt abseits der überregional wichtigen Verkehrsströme. Durch die Gemeinde führt die Fernstraße von Stainville nach Germay. Eine weitere Straßenverbindung führt in die Gemeinde Osne-le-Val. Im 19 Kilometer entfernten Stainville besteht ein Anschluss an die autobahnartig ausgebaute RN 4 von Saint-Dizier nach Toul. Der 13 Kilometer entfernte Bahnhof in Joinville liegt an der Bahnstrecke Blesme-Haussignémont–Chaumont.

## Belege
1. ↑  Effincourt auf cassini.ehess
2. ↑  Effincourt auf INSEE
3. ↑  Landwirtschaftsbetriebe auf annuaire-mairie.fr (französisch)